# Договор между Российской Федерацией и Финляндской Республикой об основах отношений
Договор между Российской Федерацией и Финляндской Республикой об основах отношений (фин. Naapuruussopimus) — основной межгосударственный договор между Россией и Финляндией, действующий с 1992 года по настоящее время. Договор касается территориальной целостности и государственного сотрудничества. Заключён в целях «развития и укрепления добрососедских отношений и всестороннего сотрудничества между обеими странами и народами».
Договор был подписан в финской столице Хельсинки 20 января 1992 года премьер-министром Финляндии Эско Ахо и первым заместителем председателя Правительства России Геннадием Бурбулисом.
14 мая 1992 года договор был ратифицирован Верховным Советом России. 22 мая договор был утвержден Эдускунтой (финским парламентом), а 26 июня — ратифицирован президентом Финляндии Мауно Койвисто. Вступил в силу в России и Финляндии 11 июля 1992 года после обмена ратификационными грамотами, который состоялся в Финляндии, где президент России Борис Ельцин находился с официальным визитом 10—11 июля 1992 года.
Подготовка договора велась ещё в советское время, в последние годы существования СССР (проект договора, в частности, готовил заместитель министра иностранных дел СССР и первый посол России в Финляндии Юрий Дерябин). Договор пришёл на смену Договору о дружбе, сотрудничестве и взаимной помощи между СССР и Финляндией, действовавшему с 1948 года.

## Основные положения договора
Договором подчёркивается приверженность России и Финляндии Уставу ООН и Заключительному акту СБСЕ и построение отношений между двумя странами на таких принципах международного права, как суверенное равенство, неприменение силы или угрозы силой, нерушимость границ, территориальная целостность, мирное урегулирование споров, невмешательство во внутренние дела, уважение прав человека и основных свобод, а также равноправие и право народов распоряжаться своей судьбой (статья 1).
Согласно договору, между странами должен регулярно поддерживаться диалог на уровне глав государств и ином правительственном уровне, контакты между парламентами, а также между центральными, региональными и местными органами власти и управления (статья 2).
Россия и Финляндия обязались уважать нерушимость границ и территориальную целостность друг друга (статья 3), воздерживаться от применения силы против друг друга и не позволять использовать свою территорию для вооруженной агрессии против другой страны (статья 4).
Согласно договору, обе страны должны уделять особое внимание развитию сотрудничества между Финляндией и прилегающими к ней Мурманской областью, Карелией, Санкт-Петербургом и Ленинградской областью (статья 6), а также сотрудничать в вопросах охраны окружающей среды, в решении экологических проблем и в рациональном использовании природных ресурсов (статья 8), содействовать взаимным обменам в областях культуры и науки (статья 9), поощрять контакты и общение между своими гражданами, уделяя особое внимание развитию и расширению молодёжных контактов (статья 9).
Отдельной статьёй договора подчёркивается, что обе страны будут поддерживать сохранение самобытности финнов и родственных финнам народов и национальностей в России и, соответственно, выходцев из России в Финляндии, охраняя языки, культуру и памятники истории друг друга (статья 10).

### «Карельский вопрос»: отсутствие территориальных претензий
Статья 3 договора, регулирующая территориальные вопросы, гласит, что Россия и Финляндия 

«обязуются сохранять границу между ними как границу добрососедства и сотрудничества в соответствии с Заключительным актом СБСЕ, уважая её нерушимость и территориальную целостность друг друга».
 Таким образом, межгосударственный договор в вопросе территорий вновь закрепил и подтвердил нерушимость границ, сложившихся по итогам Второй мировой войны, и территориальные приобретения СССР по условиям советско-финских Московского мирного договора (1940) и Парижского мирного договора (1947).
Как указывают исследователи, документально подтвердить отсутствие территориальных споров было обоюдным желанием России и Финляндии. Российские дипломаты предлагали характеризовать госграницу как «границу мира, дружбы и добрососедства». Правительство Финляндии, стремившееся подчеркнуть, что у стран нет нерешенных вопросов о границе, настояло на удалении термина «дружбы», так как желало избежать формулировок, которые могли бы провоцировать дискуссии о возвращении Карелии.
Тогдашний президент Финляндии Мауно Койвисто считал разговоры о возвращении Карелии ностальгией. При утверждении договора Эдускунтой (финским парламентом), за договор проголосовали 153 депутата, против — 4 депутата. «Карельский вопрос» в ходе обсуждения договора в Эдускунте пытались поднять оппозиционные депутаты от Сельской партии Финляндии, но не получили поддержки.

## Срок действия договора
Согласно статье 12, договор действует в течение 10 лет (с 1992 года), после чего его действие продлевается на каждые последующие 5 лет, если ни одна из стран не денонсирует его (для денонсирования договора одна страна должна уведомить об этом другую не менее чем за один год до истечения соответствующего срока его действия).
В настоящее время договор является официально действующим и в России, и в Финляндии.